# Shay Given
Séamus John James ("Shay") Given (Lifford, 20 april 1976) is een Iers voormalig doelman in het betaald voetbal. Hij kwam tussen 1993 en 2017 uit voor onder andere Newcastle United, Manchester City en Aston Villa. Given was van 1996 tot en met 2016 ook international in het Iers voetbalelftal, waarvoor hij 134 interlands speelde.
Given werd in 2006 verkozen tot speler van het jaar bij zowel Newcastle United als het Iers voetbalelftal en tot beste doelman van de Premier League 2005/06.

## Clubcarrière

### Jeugdspeler
Given speelde als vijftienjarige bij het lokale Lifford Celtic. In de halve finale van de door de Football Association of Ireland georganiseerde jeugdbeker viel Given, ondanks het verlies van zijn elftal, op. Op zijn zestiende tekende Given bij het Schotse Celtic, waar hij in het jeugdelftal speelde. Eenmaal werd Given als wisselspeler opgeroepen voor het eerste elftal.

### Blackburn Rovers
Trainer Kenny Dalglish zorgde voor een transfer naar Blackburn Rovers in 1994. Het lukte Given niet om de positie van eerste doelman over te nemen van de Engelse international Tim Flowers. Omdat hij te weinig speelminuten kreeg, werd hij op verzoek verhuurd. In 1995 speelde hij bij Swindon Town, een jaar later bij Sunderland. Bij Sunderland lukte het hem in 12 van de 17 gespeelde wedstrijden een clean sheet te houden.

### Newcastle United
De in 1997 bij Newcastle United aangetreden trainer Kenny Dalglish nam Given mee naar deze club. Hier werd Given direct opgesteld als eerste doelman, waarbij hij Pavel Srníček, Shaka Hislop en Steve Harper achter zich liet. Hoewel hij regelmatig opgesteld werd, kreeg Harper ook met regelmaat de voorkeur van de trainer. Hierdoor speelde Given onder andere niet in de finale van de strijd om de FA Cup in 1999. Toen Given, vanwege een blessure, wederom de plaats van eerste doelman aan Harper verloor, gaf hij aan weg te willen. Newcastle United weigerde echter hem te laten gaan en kort daarna raakte Harper zelf geblesseerd en kon Given weer als eerste keuze optreden.
In het seizoen 2001/02 speelde Given elke wedstrijd en werd hij door de PFA verkozen in het team van het jaar. Hij speelde met het nationaal elftal op het wereldkampioenschap voetbal 2002, maar kon niet voorkomen dat Ierland na strafschoppen werd uitgeschakeld door Spanje. In het seizoen 2002/03 was hij een van de zeven spelers in de Premier League die in alle 38 duels meedeed, van de eerste tot de laatste minuut.
In de zomer van 2006 tekende Given een intentieverklaring met Newcastle, waarin hij aangaf tot het eind van zijn carrière bij het team te willen blijven. Op 17 september raakte Given twee maanden geblesseerd. Het seizoen eindigde voor Given toen hij in februari weer last kreeg van een oude blessure.

### Manchester City
In februari 2009 maakte Given alsnog de stap om Newcastle United te verlaten. Hij vertrok naar Manchester City en kreeg rugnummer 37 toebedeeld. Vanaf het seizoen 2009/10 speelde hij met rugnummer 1, het rugnummer van Joe Hart, die door Manchester City verhuurd werd aan Birmingham City. Hart heroverde in het seizoen 2010/11 zijn plaats als eerste keus in het doel van Manchester. Given speelde dat jaar twee duels. Toen in de zomer van 2011 Aston Villa interesse toonde, tekende Given daar een vijfjarig contract.

### Aston Villa
Bij Aston Villa was Given gedurende het seizoen 2011/12 eerste doelman. Dat was hij ook bij aanvang van het seizoen 2012/13, maar na enkele bleke prestaties kreeg Amerikaans international Brad Guzan zijn kans. Guzan bedankte voor het vertrouwen van de manager en hield zijn plek vast, waardoor Given zich tevreden moest stellen met een rol als reservedoelman.

### Stoke City
Given tekende in juli 2015 een contract tot medio 2017 bij Stoke City, de nummer negen van de Premier League in het voorgaande seizoen. Dat lijfde hem transfervrij in nadat Aston Villa zijn contract ontbond. Given kwam hier voor de tweede keer te werken met trainer Mark Hughes, onder wie hij ook speelde bij Manchester City.

## Spelersstatistieken

### Overzicht als clubspeler
| Seizoen         | Club                |                   | Competitie      | Competitie | Competitie | Beker | Beker | Internationaal | Internationaal | Totaal | Totaal |
| Seizoen         | Club                | Wed.              | Competitie      | Dlp.       | Wed.       | Dlp.  | Wed.  | Dlp.           | Wed.           | Dlp.   |        |
| --------------- | ------------------- | ----------------- | --------------- | ---------- | ---------- | ----- | ----- | -------------- | -------------- | ------ | ------ |
| 1994/95         | Blackburn Rovers    | Vlag van Engeland | Premier League  | 0          | 0          | 1     | 0     | –              | –              | 1      | 0      |
| Club totaal     | Club totaal         | Club totaal       | Club totaal     | 0          | 0          | 1     | 0     | 0              | 0              | 1      | 0      |
| 1995/96         | Swindon Town (huur) | Vlag van Engeland | Second Division | 5          | 0          | 0     | 0     | –              | –              | 5      | 0      |
| Club totaal     | Club totaal         | Club totaal       | Club totaal     | 5          | 0          | 0     | 0     | 0              | 0              | 5      | 0      |
| 1995/96         | Sunderland (huur)   | Vlag van Engeland | First Division  | 17         | 0          | 0     | 0     | –              | –              | 17     | 0      |
| Club totaal     | Club totaal         | Club totaal       | Club totaal     | 17         | 0          | 0     | 0     | 0              | 0              | 17     | 0      |
| 1996/97         | Blackburn Rovers    | Vlag van Engeland | Premier League  | 2          | 0          | 0     | 0     | –              | –              | 2      | 0      |
| Club totaal     | Club totaal         | Club totaal       | Club totaal     | 2          | 0          | 0     | 0     | 0              | 0              | 2      | 0      |
| 1997/98         | Newcastle United    | Vlag van Engeland | Premier League  | 24         | 0          | 4     | 0     | 6              | 0              | 34     | 0      |
| 1998/99         | Newcastle United    | Vlag van Engeland | Premier League  | 31         | 0          | 8     | 0     | 1              | 0              | 40     | 0      |
| 1999/00         | Newcastle United    | Vlag van Engeland | Premier League  | 14         | 0          | 3     | 0     | 0              | 0              | 17     | 0      |
| 2000/01         | Newcastle United    | Vlag van Engeland | Premier League  | 34         | 0          | 1     | 0     | –              | –              | 35     | 0      |
| 2001/02         | Newcastle United    | Vlag van Engeland | Premier League  | 38         | 0          | 6     | 0     | 6              | 0              | 50     | 0      |
| 2002/03         | Newcastle United    | Vlag van Engeland | Premier League  | 38         | 0          | 1     | 0     | 12             | 0              | 51     | 0      |
| 2003/04         | Newcastle United    | Vlag van Engeland | Premier League  | 38         | 0          | 2     | 0     | 13             | 0              | 53     | 0      |
| 2004/05         | Newcastle United    | Vlag van Engeland | Premier League  | 36         | 0          | 4     | 0     | 12             | 0              | 52     | 0      |
| 2005/06         | Newcastle United    | Vlag van Engeland | Premier League  | 38         | 0          | 6     | 0     | 3              | 0              | 47     | 0      |
| 2006/07         | Newcastle United    | Vlag van Engeland | Premier League  | 22         | 0          | 3     | 0     | 8              | 0              | 33     | 0      |
| 2007/08         | Newcastle United    | Vlag van Engeland | Premier League  | 19         | 0          | 5     | 0     | –              | –              | 24     | 0      |
| 2008/09         | Newcastle United    | Vlag van Engeland | Premier League  | 22         | 0          | 4     | 0     | –              | –              | 26     | 0      |
| Club totaal     | Club totaal         | Club totaal       | Club totaal     | 354        | 0          | 47    | 0     | 61             | 0              | 462    | 0      |
| 2008/09         | Manchester City     | Vlag van Engeland | Premier League  | 15         | 0          | 0     | 0     | 6              | 0              | 21     | 0      |
| 2009/10         | Manchester City     | Vlag van Engeland | Premier League  | 35         | 0          | 9     | 0     | –              | –              | 44     | 0      |
| 2010/11         | Manchester City     | Vlag van Engeland | Premier League  | 0          | 0          | 1     | 0     | 3              | 0              | 4      | 0      |
| Club totaal     | Club totaal         | Club totaal       | Club totaal     | 50         | 0          | 10    | 0     | 9              | 0              | 69     | 0      |
| 2011/12         | Aston Villa         | Vlag van Engeland | Premier League  | 32         | 0          | 2     | 0     | –              | –              | 34     | 0      |
| 2012/13         | Aston Villa         | Vlag van Engeland | Premier League  | 2          | 0          | 7     | 0     | –              | –              | 9      | 0      |
| Club totaal     | Club totaal         | Club totaal       | Club totaal     | 34         | 0          | 9     | 0     | 0              | 0              | 43     | 0      |
| 2013/14         | Middlesbrough       | Vlag van Engeland | Championship    | 16         | 0          | 0     | 0     | –              | –              | 16     | 0      |
| Club totaal     | Club totaal         | Club totaal       | Club totaal     | 16         | 0          | 0     | 0     | 0              | 0              | 16     | 0      |
| 2014/15         | Aston Villa         | Vlag van Engeland | Premier League  | 3          | 0          | 7     | 0     | –              | –              | 10     | 0      |
| Club totaal     | Club totaal         | Club totaal       | Club totaal     | 3          | 0          | 7     | 0     | 0              | 0              | 10     | 0      |
| 2015/16         | Stoke City          | Vlag van Engeland | Premier League  | 3          | 0          | 2     | 0     | –              | –              | 5      | 0      |
| 2016/17         | Stoke City          | Vlag van Engeland | Premier League  | 5          | 0          | 1     | 0     | –              | –              | 6      | 0      |
| Club totaal     | Club totaal         | Club totaal       | Club totaal     | 8          | 0          | 3     | 0     | 0              | 0              | 11     | 0      |
| Carrière totaal | Carrière totaal     | Carrière totaal   | Carrière totaal | 489        | 0          | 77    | 0     | 70             | 0              | 636    | 0      |

Bijgewerkt op 1 juli 2017.

## Interlandcarrière
Given speelde tot op heden meer dan honderddertig interlands in de nationale ploeg van Ierland. Hij maakte zijn debuut op 27 maart 1996 in de vriendschappelijke thuiswedstrijd tegen Rusland (0–2). Het duel, onder leiding van de Nederlandse scheidsrechter Hugo Luyten, was tevens het debuut van bondscoach Mick McCarthy. Given speelde zijn honderdste interland op 14 oktober 2009 in Dublin tegen Montenegro: 0–0. Hij nam met Ierland deel aan het Europees kampioenschap voetbal 2012 in Polen en Oekraïne, waar de ploeg van bondscoach Giovanni Trapattoni werd uitgeschakeld in de groepsronde na nederlagen tegen achtereenvolgens Kroatië (3–1), Spanje (4–0) en Italië (2–0). In augustus 2012 maakte hij via Twitter bekend zijn interlandcarrière met onmiddellijke ingang beëindigd te hebben. De wedstrijd tegen Italië op het EK was op dat moment zijn 125ste en laatste interland. In 2014 stelde Shay Given zich weer beschikbaar voor zijn land; in 2015 was hij eerste doelman in het elftal van Ierland in zes van de negen interlands. Met Ierland nam Given in juni 2016 deel aan het Europees kampioenschap voetbal 2016 in Frankrijk. Ierland werd in de achtste finale uitgeschakeld door gastland Frankrijk na twee doelpunten van Antoine Griezmann. Na afloop van het EK stopte Given als international.

### Overzicht als interlandspeler
| Interlands van Shay Given voor Ierland | Interlands van Shay Given voor Ierland | Interlands van Shay Given voor Ierland | Interlands van Shay Given voor Ierland | Interlands van Shay Given voor Ierland | Interlands van Shay Given voor Ierland | Interlands van Shay Given voor Ierland |
| №                                      | Datum                                  | Wedstrijd                              | Uitslag                                | Soort wedstrijd                        | Doelpunten                             |                                        |
| Als speler bij Blackburn Rovers        | Als speler bij Blackburn Rovers        | Als speler bij Blackburn Rovers        | Als speler bij Blackburn Rovers        | Als speler bij Blackburn Rovers        | Als speler bij Blackburn Rovers        | Als speler bij Blackburn Rovers        |
| -------------------------------------- | -------------------------------------- | -------------------------------------- | -------------------------------------- | -------------------------------------- | -------------------------------------- | -------------------------------------- |
| 1.                                     | 27 maart 1996                          | Ierland – Rusland                      | 0 – 2                                  | Vriendschappelijk                      |                                        |                                        |
| 2.                                     | 24 april 1996                          | Tsjechië – Ierland                     | 2 – 0                                  | Vriendschappelijk                      |                                        |                                        |
| 3.                                     | 29 mei 1996                            | Ierland – Portugal                     | 0 – 1                                  | Vriendschappelijk                      |                                        |                                        |
| 4.                                     | 2 juni 1996                            | Ierland – Kroatië                      | 2 – 2                                  | Vriendschappelijk                      |                                        |                                        |
| 5.                                     | 4 juni 1996                            | Nederland – Ierland                    | 3 – 1                                  | Vriendschappelijk                      |                                        |                                        |
| 6.                                     | 9 juni 1996                            | Verenigde Staten – Ierland             | 2 – 1                                  | U.S. Cup 1996                          |                                        |                                        |
| 7.                                     | 15 juni 1996                           | Bolivia – Ierland                      | 0 – 3                                  | U.S. Cup 1996                          |                                        |                                        |
| 8.                                     | 31 augustus 1996                       | Liechtenstein – Ierland                | 0 – 5                                  | Kwalificatie WK 1998                   |                                        |                                        |
| 9.                                     | 21 mei 1997                            | Ierland – Liechtenstein                | 5 – 0                                  | Kwalificatie WK 1998                   |                                        |                                        |
| Als speler bij Newcastle United        |                                        |                                        |                                        |                                        |                                        |                                        |
| 10.                                    | 20 augustus 1997                       | Ierland – Litouwen                     | 0 – 0                                  | Kwalificatie WK 1998                   |                                        |                                        |
| 11.                                    | 6 september 1997                       | IJsland – Ierland                      | 2 – 4                                  | Kwalificatie WK 1998                   |                                        |                                        |
| 12.                                    | 10 september 1997                      | Litouwen – Ierland                     | 1 – 2                                  | Kwalificatie WK 1998                   |                                        |                                        |
| 13.                                    | 29 oktober 1997                        | Ierland – België                       | 1 – 1                                  | Kwalificatie WK 1998                   |                                        |                                        |
| 14.                                    | 15 november 1997                       | België – Ierland                       | 2 – 1                                  | Kwalificatie WK 1998                   |                                        |                                        |
| 15.                                    | 25 maart 1998                          | Tsjechië – Ierland                     | 2 – 1                                  | Vriendschappelijk                      |                                        |                                        |
| 16.                                    | 22 april 1998                          | Ierland – Argentinië                   | 0 – 2                                  | Vriendschappelijk                      |                                        |                                        |
| 17.                                    | 23 mei 1998                            | Ierland – Mexico                       | 0 – 0                                  | Vriendschappelijk                      |                                        |                                        |
| 18.                                    | 5 september 1998                       | Ierland – Kroatië                      | 2 – 0                                  | Kwalificatie WK 2000                   |                                        |                                        |
| 19.                                    | 14 oktober 1998                        | Ierland – Malta                        | 5 – 0                                  | Kwalificatie EK 2000                   |                                        |                                        |
| 20.                                    | 18 november 1998                       | Joegoslavië – Ierland                  | 1 – 0                                  | Kwalificatie EK 2000                   |                                        |                                        |
| 21.                                    | 10 februari 1999                       | Ierland – Paraguay                     | 2 – 0                                  | Vriendschappelijk                      |                                        |                                        |
| 22.                                    | 28 april 1999                          | Ierland – Zweden                       | 2 – 0                                  | Vriendschappelijk                      |                                        |                                        |
| 23.                                    | 29 mei 1999                            | Ierland – Noord-Ierland                | 0 – 1                                  | Vriendschappelijk                      |                                        |                                        |
| 24.                                    | 26 april 2000                          | Ierland – Griekenland                  | 0 – 1                                  | Vriendschappelijk                      |                                        |                                        |
| 25.                                    | 11 juni 2000                           | Zuid-Afrika – Ierland                  | 1 – 2                                  | U.S. Cup 2000                          |                                        |                                        |
| 26.                                    | 15 november 2000                       | Ierland – Finland                      | 3 – 0                                  | Vriendschappelijk                      |                                        |                                        |
| 27.                                    | 24 maart 2001                          | Cyprus – Ierland                       | 4 – 0                                  | Kwalificatie WK 2002                   |                                        |                                        |
| 28.                                    | 28 maart 2001                          | Andorra – Ierland                      | 0 – 3                                  | Kwalificatie WK 2002                   |                                        |                                        |
| 29.                                    | 25 april 2001                          | Ierland – Andorra                      | 3 – 1                                  | Kwalificatie WK 2002                   |                                        |                                        |
| 30.                                    | 2 juni 2001                            | Ierland – Portugal                     | 1 – 1                                  | Kwalificatie WK 2002                   |                                        |                                        |
| 31.                                    | 6 juni 2001                            | Estland – Ierland                      | 0 – 2                                  | Kwalificatie WK 2002                   |                                        |                                        |
| 32.                                    | 15 augustus 2001                       | Ierland – Kroatië                      | 2 – 2                                  | Vriendschappelijk                      |                                        |                                        |
| 33.                                    | 1 september 2001                       | Ierland – Nederland                    | 1 – 0                                  | Kwalificatie WK 2002                   |                                        |                                        |
| 34.                                    | 6 oktober 2001                         | Ierland – Cyprus                       | 4 – 0                                  | Kwalificatie WK 2002                   |                                        |                                        |
| 35.                                    | 10 november 2001                       | Ierland – Iran                         | 2 – 0                                  | Kwalificatie WK 2002                   |                                        |                                        |
| 36.                                    | 15 november 2001                       | Iran – Ierland                         | 1 – 0                                  | Kwalificatie WK 2002                   |                                        |                                        |
| 37.                                    | 13 februari 2002                       | Ierland – Rusland                      | 2 – 0                                  | Vriendschappelijk                      |                                        |                                        |
| 38.                                    | 17 april 2002                          | Ierland – Verenigde Staten             | 2 – 1                                  | Vriendschappelijk                      |                                        |                                        |
| 39.                                    | 16 mei 2002                            | Ierland – Nigeria                      | 1 – 2                                  | Vriendschappelijk                      |                                        |                                        |
| 40.                                    | 1 juni 2002                            | Kameroen – Ierland                     | 1 – 1                                  | WK 2002                                |                                        |                                        |
| 41.                                    | 5 juni 2002                            | Duitsland – Ierland                    | 1 – 1                                  | WK 2002                                |                                        |                                        |
| 42.                                    | 11 juni 2002                           | Saoedi-Arabië – Ierland                | 0 – 3                                  | WK 2002                                |                                        |                                        |
| 43.                                    | 16 juni 2002                           | Ierland – Spanje                       | 1 – 1                                  | WK 2002                                |                                        |                                        |
| 44.                                    | 21 augustus 2002                       | Finland – Ierland                      | 0 – 3                                  | Vriendschappelijk                      |                                        |                                        |
| 45.                                    | 7 september 2002                       | Rusland – Ierland                      | 4 – 2                                  | Kwalificatie EK 2004                   |                                        |                                        |
| 46.                                    | 16 oktober 2002                        | Ierland – Zwitserland                  | 1 – 2                                  | Kwalificatie EK 2004                   |                                        |                                        |
| 47.                                    | 20 november 2002                       | Griekenland – Ierland                  | 0 – 0                                  | Vriendschappelijk                      |                                        |                                        |
| 48.                                    | 29 maart 2003                          | Georgië – Ierland                      | 1 – 2                                  | Kwalificatie EK 2004                   |                                        |                                        |
| 49.                                    | 2 april 2003                           | Albanië – Ierland                      | 0 – 0                                  | Kwalificatie EK 2004                   |                                        |                                        |
| 50.                                    | 30 april 2003                          | Ierland – Noorwegen                    | 1 – 0                                  | Kwalificatie EK 2004                   |                                        |                                        |
| 51.                                    | 7 juni 2003                            | Ierland – Albanië                      | 2 – 1                                  | Kwalificatie EK 2004                   |                                        |                                        |
| 52.                                    | 11 juni 2003                           | Ierland – Georgië                      | 2 – 0                                  | Kwalificatie EK 2004                   |                                        |                                        |
| 53.                                    | 6 september 2003                       | Ierland – Rusland                      | 1 – 1                                  | Kwalificatie EK 2004                   |                                        |                                        |
| 54.                                    | 11 oktober 2003                        | Zwitserland – Ierland                  | 2 – 0                                  | Kwalificatie EK 2004                   |                                        |                                        |
| 55.                                    | 18 november 2003                       | Ierland – Canada                       | 3 – 0                                  | Vriendschappelijk                      |                                        |                                        |
| 56.                                    | 18 februari 2004                       | Ierland – Brazilië                     | 0 – 0                                  | Vriendschappelijk                      |                                        |                                        |
| 57.                                    | 31 maart 2004                          | Ierland – Tsjechië                     | 2 – 1                                  | Vriendschappelijk                      |                                        |                                        |
| 58.                                    | 28 april 2004                          | Polen – Ierland                        | 0 – 0                                  | Vriendschappelijk                      |                                        |                                        |
| 59.                                    | 27 mei 2004                            | Ierland – Roemenië                     | 1 – 0                                  | Vriendschappelijk                      |                                        |                                        |
| 60.                                    | 5 juni 2004                            | Nederland – Ierland                    | 0 – 1                                  | Vriendschappelijk                      |                                        |                                        |
| 61.                                    | 18 augustus 2004                       | Ierland – Bulgarije                    | 1 – 1                                  | Vriendschappelijk                      |                                        |                                        |
| 62.                                    | 4 september 2004                       | Ierland – Cyprus                       | 3 – 0                                  | Kwalificatie WK 2006                   |                                        |                                        |
| 63.                                    | 8 september 2004                       | Zwitserland – Ierland                  | 1 – 1                                  | Kwalificatie WK 2006                   |                                        |                                        |
| 64.                                    | 9 oktober 2004                         | Frankrijk – Ierland                    | 0 – 0                                  | Kwalificatie WK 2006                   |                                        |                                        |
| 65.                                    | 13 oktober 2004                        | Ierland – Faeröer                      | 2 – 0                                  | Kwalificatie WK 2006                   |                                        |                                        |
| 66.                                    | 16 november 2004                       | Ierland – Kroatië                      | 1 – 0                                  | Vriendschappelijk                      |                                        |                                        |
| 67.                                    | 9 februari 2005                        | Ierland – Portugal                     | 1 – 0                                  | Vriendschappelijk                      |                                        |                                        |
| 68.                                    | 26 maart 2005                          | Israël – Ierland                       | 1 – 1                                  | Kwalificatie WK 2006                   |                                        |                                        |
| 69.                                    | 4 juni 2005                            | Ierland – Israël                       | 2 – 2                                  | Kwalificatie WK 2006                   |                                        |                                        |
| 70.                                    | 8 juni 2005                            | Faeröer – Ierland                      | 0 – 2                                  | Kwalificatie WK 2006                   |                                        |                                        |
| 71.                                    | 17 augustus 2005                       | Ierland – Italië                       | 1 – 2                                  | Vriendschappelijk                      |                                        |                                        |
| 72.                                    | 7 september 2005                       | Ierland – Frankrijk                    | 0 – 1                                  | Kwalificatie WK 2006                   |                                        |                                        |
| 73.                                    | 8 oktober 2005                         | Cyprus – Ierland                       | 0 – 1                                  | Kwalificatie WK 2006                   |                                        |                                        |
| 74.                                    | 12 oktober 2005                        | Ierland – Zwitserland                  | 0 – 0                                  | Kwalificatie WK 2006                   |                                        |                                        |
| 75.                                    | 1 maart 2006                           | Ierland – Zweden                       | 3 – 0                                  | Vriendschappelijk                      |                                        |                                        |
| 76.                                    | 24 mei 2006                            | Ierland – Chili                        | 0 – 1                                  | Vriendschappelijk                      |                                        |                                        |
| 77.                                    | 2 september 2006                       | Duitsland – Ierland                    | 1 – 0                                  | Kwalificatie EK 2008                   |                                        |                                        |
| 78.                                    | 15 november 2006                       | Ierland – San Marino                   | 5 – 0                                  | Kwalificatie EK 2008                   |                                        |                                        |
| 79.                                    | 24 maart 2007                          | Ierland – Wales                        | 1 – 0                                  | Kwalificatie EK 2008                   |                                        |                                        |
| 80.                                    | 28 maart 2007                          | Ierland – Slowakije                    | 1 – 0                                  | Kwalificatie EK 2008                   |                                        |                                        |
| 81.                                    | 8 september 2007                       | Slowakije – Ierland                    | 2 – 2                                  | Kwalificatie EK 2008                   |                                        |                                        |
| 82.                                    | 12 september 2007                      | Tsjechië – Ierland                     | 1 – 0                                  | Kwalificatie EK 2008                   |                                        |                                        |
| 83.                                    | 13 oktober 2007                        | Ierland – Duitsland                    | 0 – 0                                  | Kwalificatie EK 2008                   |                                        |                                        |
| 84.                                    | 17 oktober 2007                        | Ierland – Cyprus                       | 1 – 1                                  | Kwalificatie EK 2008                   |                                        |                                        |
| 85.                                    | 17 november 2007                       | Wales – Ierland                        | 2 – 2                                  | Kwalificatie EK 2008                   |                                        |                                        |
| 86.                                    | 6 februari 2008                        | Ierland – Brazilië                     | 0 – 1                                  | Vriendschappelijk                      |                                        |                                        |
| 87.                                    | 20 augustus 2008                       | Noorwegen – Ierland                    | 1 – 1                                  | Vriendschappelijk                      |                                        |                                        |
| 88.                                    | 6 september 2008                       | Georgië – Ierland                      | 1 – 2                                  | Kwalificatie WK 2010                   |                                        |                                        |
| 89.                                    | 10 september 2008                      | Montenegro – Ierland                   | 0 – 0                                  | Kwalificatie WK 2010                   |                                        |                                        |
| 90.                                    | 15 oktober 2008                        | Ierland – Cyprus                       | 1 – 0                                  | Kwalificatie WK 2010                   |                                        |                                        |
| 91.                                    | 19 november 2008                       | Ierland – Polen                        | 2 – 3                                  | Vriendschappelijk                      |                                        |                                        |
| Als speler bij Manchester City         |                                        |                                        |                                        |                                        |                                        |                                        |
| 92.                                    | 11 februari 2009                       | Ierland – Georgië                      | 2 – 1                                  | Kwalificatie WK 2010                   |                                        |                                        |
| 93.                                    | 28 maart 2009                          | Ierland – Bulgarije                    | 1 – 1                                  | Kwalificatie WK 2010                   |                                        |                                        |
| 94.                                    | 1 april 2009                           | Italië – Ierland                       | 1 – 1                                  | Kwalificatie WK 2010                   |                                        |                                        |
| 95.                                    | 29 mei 2009                            | Nigeria – Ierland                      | 1 – 1                                  | Vriendschappelijk                      |                                        |                                        |
| 96.                                    | 6 juni 2009                            | Bulgarije – Ierland                    | 1 – 1                                  | Kwalificatie WK 2010                   |                                        |                                        |
| 97.                                    | 12 augustus 2009                       | Ierland – Australië                    | 0 – 3                                  | Vriendschappelijk                      |                                        |                                        |
| 98.                                    | 5 september 2009                       | Cyprus – Ierland                       | 1 – 2                                  | Kwalificatie WK 2010                   |                                        |                                        |
| 99.                                    | 10 oktober 2009                        | Ierland – Italië                       | 2 – 2                                  | Kwalificatie WK 2010                   |                                        |                                        |
| 100.                                   | 14 oktober 2009                        | Ierland – Montenegro                   | 0 – 0                                  | Kwalificatie WK 2010                   |                                        |                                        |
| 101.                                   | 14 november 2009                       | Ierland – Frankrijk                    | 0 – 1                                  | Kwalificatie WK 2010                   |                                        |                                        |
| 102.                                   | 18 november 2009                       | Frankrijk – Ierland                    | 1 – 1                                  | Kwalificatie WK 2010                   |                                        |                                        |
| 103.                                   | 2 maart 2010                           | Ierland – Brazilië                     | 0 – 2                                  | Vriendschappelijk                      |                                        |                                        |
| 104.                                   | 11 augustus 2010                       | Ierland – Argentinië                   | 0 – 1                                  | Vriendschappelijk                      |                                        |                                        |
| 105.                                   | 3 september 2010                       | Armenië – Ierland                      | 0 – 1                                  | Kwalificatie EK 2012                   |                                        |                                        |
| 106.                                   | 7 september 2010                       | Ierland – Andorra                      | 3 – 1                                  | Kwalificatie EK 2012                   |                                        |                                        |
| 107.                                   | 8 oktober 2010                         | Ierland – Rusland                      | 2 – 3                                  | Kwalificatie EK 2012                   |                                        |                                        |
| 108.                                   | 12 oktober 2010                        | Slowakije – Ierland                    | 1 – 1                                  | Kwalificatie EK 2012                   |                                        |                                        |
| 109.                                   | 17 november 2010                       | Ierland – Noorwegen                    | 1 – 2                                  | Vriendschappelijk                      |                                        |                                        |
| 110.                                   | 8 februari 2011                        | Ierland – Wales                        | 3 – 0                                  | Carling Nations Cup                    |                                        |                                        |
| 111.                                   | 24 mei 2011                            | Ierland – Noord-Ierland                | 5 – 0                                  | Carling Nations Cup                    |                                        |                                        |
| 112.                                   | 29 mei 2011                            | Ierland – Schotland                    | 1 – 0                                  | Carling Nations Cup                    |                                        |                                        |
| 113.                                   | 4 juni 2011                            | Macedonië – Ierland                    | 0 – 2                                  | Kwalificatie EK 2012                   |                                        |                                        |
| Als speler bij Aston Villa             |                                        |                                        |                                        |                                        |                                        |                                        |
| 114.                                   | 10 augustus 2011                       | Ierland – Kroatië                      | 0 – 0                                  | Vriendschappelijk                      |                                        |                                        |
| 115.                                   | 2 september 2011                       | Ierland – Slowakije                    | 0 – 0                                  | Kwalificatie EK 2012                   |                                        |                                        |
| 116.                                   | 6 september 2011                       | Rusland – Ierland                      | 0 – 0                                  | Kwalificatie EK 2012                   |                                        |                                        |
| 117.                                   | 7 oktober 2011                         | Andorra – Ierland                      | 0 – 2                                  | Kwalificatie EK 2012                   |                                        |                                        |
| 118.                                   | 11 oktober 2011                        | Ierland – Armenië                      | 2 – 1                                  | Kwalificatie EK 2012                   |                                        |                                        |
| 119.                                   | 11 november 2011                       | Estland – Ierland                      | 0 – 4                                  | Kwalificatie EK 2012                   |                                        |                                        |
| 120.                                   | 15 november 2011                       | Ierland – Estland                      | 1 – 1                                  | Kwalificatie EK 2012                   |                                        |                                        |
| 121.                                   | 29 februari 2012                       | Ierland – Tsjechië                     | 1 – 1                                  | Vriendschappelijk                      |                                        |                                        |
| 122.                                   | 4 juni 2012                            | Hongarije – Ierland                    | 0 – 0                                  | Vriendschappelijk                      |                                        |                                        |
| 123.                                   | 10 juni 2012                           | Kroatië – Ierland                      | 3 – 1                                  | EK 2012                                |                                        |                                        |
| 124.                                   | 14 juni 2012                           | Ierland – Spanje                       | 0 – 4                                  | EK 2012                                |                                        |                                        |
| 125.                                   | 18 juni 2012                           | Italië – Ierland                       | 2 – 0                                  | EK 2012                                |                                        |                                        |
| 126.                                   | 3 september 2014                       | Ierland – Oman                         | 2 – 0                                  | Vriendschappelijk                      |                                        |                                        |
| 127.                                   | 18 november 2014                       | Ierland – Verenigde Staten             | 4 – 1                                  | Vriendschappelijk                      |                                        |                                        |
| 128.                                   | 29 maart 2015                          | Ierland – Polen                        | 1 – 1                                  | Kwalificatie EK 2016                   |                                        |                                        |
| 129.                                   | 7 juni 2015                            | Ierland – Engeland                     | 0 – 0                                  | Vriendschappelijk                      |                                        |                                        |
| 130.                                   | 13 juni 2015                           | Ierland – Schotland                    | 1 – 1                                  | Kwalificatie EK 2016                   |                                        |                                        |
| Als speler bij Stoke City              |                                        |                                        |                                        |                                        |                                        |                                        |
| 131.                                   | 4 september 2015                       | Gibraltar – Ierland                    | 0 – 4                                  | Kwalificatie EK 2016                   |                                        |                                        |
| 132.                                   | 7 september 2015                       | Ierland – Georgië                      | 1 – 0                                  | Kwalificatie EK 2016                   |                                        |                                        |
| 133.                                   | 8 oktober 2015                         | Ierland – Duitsland                    | 1 – 0                                  | Kwalificatie EK 2016                   |                                        |                                        |
| 134.                                   | 31 mei 2016                            | Ierland – Wit-Rusland                  | 1 – 2                                  | Vriendschappelijk                      |                                        |                                        |

## Erelijst
| Kampioen First Division | 1x | 1995/96 |